# Papa-moscas-do-paraíso-africano
O Papa-moscas-do-paraíso-africano (Terpsiphone viridis) é uma ave passeriforme de médio porte. As duas penas centrais da cauda do macho são estendidas em flâmulas que geralmente têm mais de duas vezes o comprimento do corpo. As penas da cauda feminina são de comprimento moderado e sem flâmulas. As partes superiores do corpo do macho, asas e cauda são ousadamente coloridas em tons de castanho ou enferrujado, mas as partes inferiores e a cabeça variam de cinza a azul-cinza, com a cabeça do macho maduro sendo mais escura, geralmente preto brilhante com esverdeado. destaques. O bico e outras áreas nuas, incluindo um anel em volta do olho, combinam com a cor das penas ao redor. A coloração da fêmea é semelhante, embora não tão vistosa e brilhante e com a cabeça mais pálida.
O papa-moscas do paraíso africano se alimenta principalmente de insetos. Constrói um ninho de copo bem cuidado no qual põe uma ninhada, geralmente de dois ou três ovos. Habita geralmente florestas abertas e savanas, e é um criador residente localmente comum na África ao sul do Saara. A União Internacional para a Conservação da Natureza listou-o como sendo "Espécie pouco preocupante".

## Taxonomia e sistemática
O papa-moscas do paraíso africano foi originalmente descrito no gênero Muscicapa. Nomes alternativos incluem o papa-moscas-do-paraíso-de-cabeça-cinzenta, papa-moscas-do-paraíso de asas vermelhas e papa-moscas-do-paraíso do sul.

### Subespécies
Dez subespécies são reconhecidas: 
- T. v. harterti - (Meinertzhagen, R, 1923): Encontrado no sul da Península Arábica
- T. v. viridis - (Müller, 1776): Encontrado do Senegal e Gâmbia à Serra Leoa
- T. v. speciosa - (Cassin, 1859): Originalmente descrito como uma espécie separada. Encontrado do sul dos Camarões ao sudoeste do Sudão, República Democrática do Congo e nordeste de Angola
- Papa-moscas do paraíso abissínio (T. v. ferreti) - (Guérin-Méneville, 1843): Originalmente descrito como uma espécie separada. Encontrado do Mali e Costa do Marfim até a Somália, Quênia e Tanzânia
- T. v. restrita - (Salomonsen, 1933): Encontrado no sul de Uganda
- T. v. kivuensis - (Salomonsen, 1949): Encontrado do sudoeste de Uganda até o leste da República Democrática do Congo e noroeste da Tanzânia
- Papa-moscas do paraíso Swaheli (T. v. suahelica) - Reichenow, 1898: Anteriormente classificado como uma espécie separada por algumas autoridades. Encontrado no oeste do Quênia e norte da Tanzânia
- T. v. ungujaensis - (Grant, CHB & Mackworth-Praed, 1947): Encontrado no leste da Tanzânia e ilhas próximas
- T. v. plumbeiceps - Reichenow, 1898: Originalmente descrito como uma espécie separada. Encontrado de Angola ao sudoeste da Tanzânia, Moçambique e norte da África do Sul
- T. v. granti - (Roberts, 1948): Originalmente descrito como uma espécie separada. Encontrado no leste e sul da África do Sul

## Descrição
O papa-moscas do paraíso africano adulto tem cerca de 17 cm (6,7 pol) de comprimento, mas as flâmulas de cauda muito longas dobram isso. Tem cabeça, pescoço e ventre pretos, asas e cauda castanhas. Há uma barra de asa branca proeminente. A fêmea tem uma tonalidade mais marrom na parte inferior e não possui a barra das asas e as serpentinas da cauda. Os pássaros jovens são semelhantes à fêmea, mas mais opacos.
Os machos apresentam variação considerável na plumagem em algumas áreas. Existe um morfo dessa espécie em que o macho tem as partes castanhas da plumagem substituídas por brancas, e algumas raças têm faixas pretas na cauda.

Esta espécie hibridiza prontamente com o Papa-moscas-congoles geneticamente semelhante. O Papa-moscas-de-barriga-vermelha também está intimamente relacionado a esta espécie, e os híbridos ocorrem com a parte inferior uma mistura de preto e vermelho.

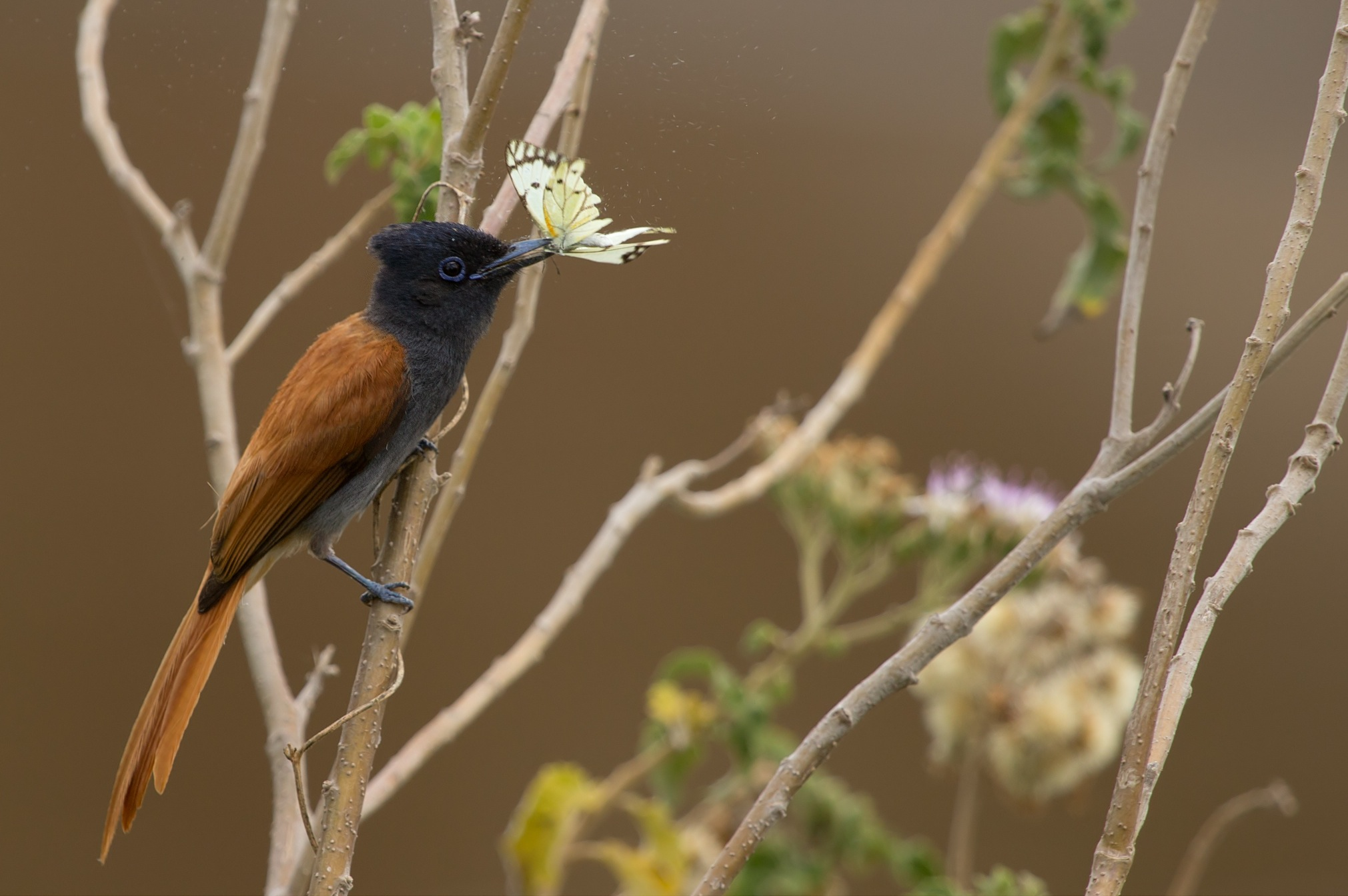
Com uma borboleta, Masai Mara
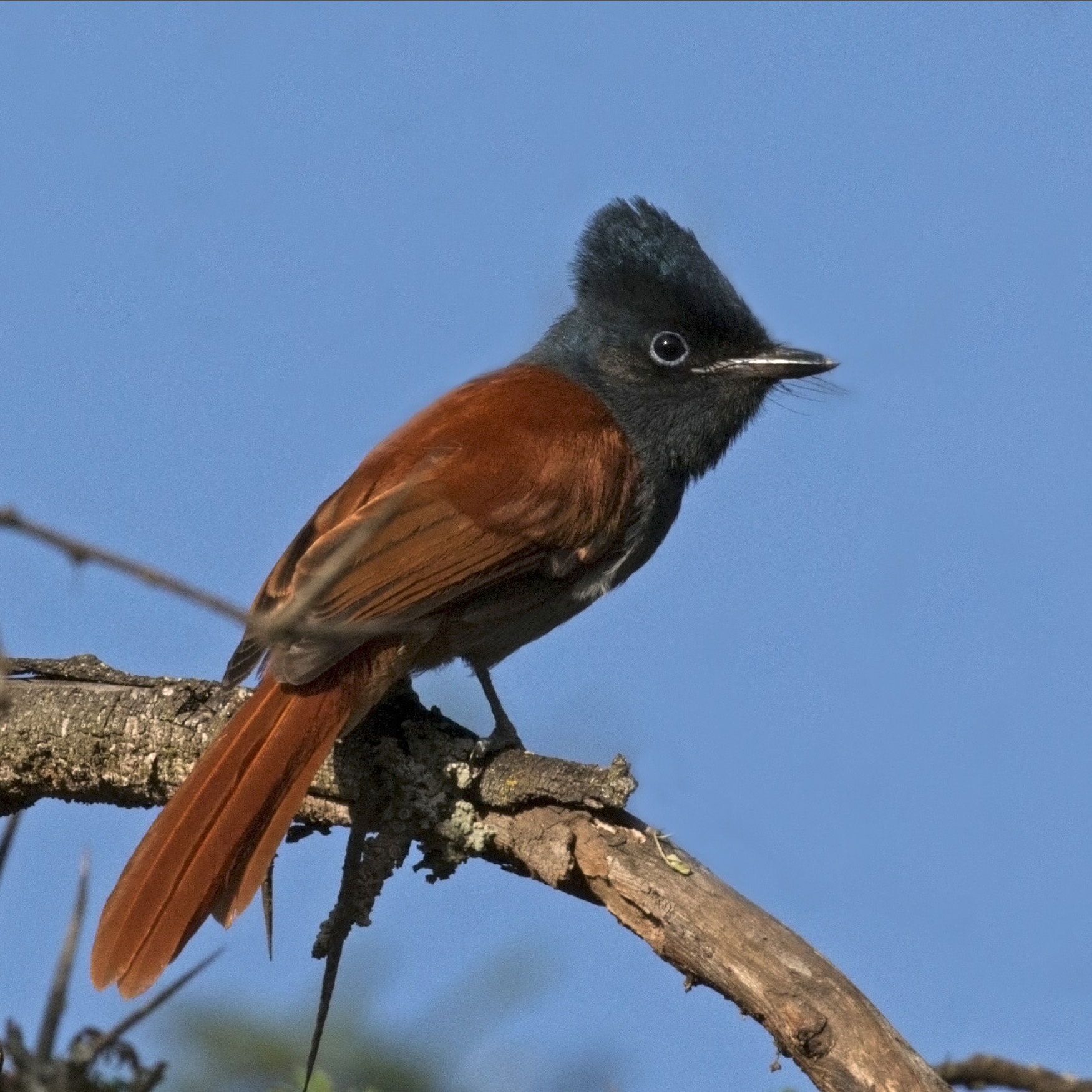
fêmea morfo ruivo, Quênia
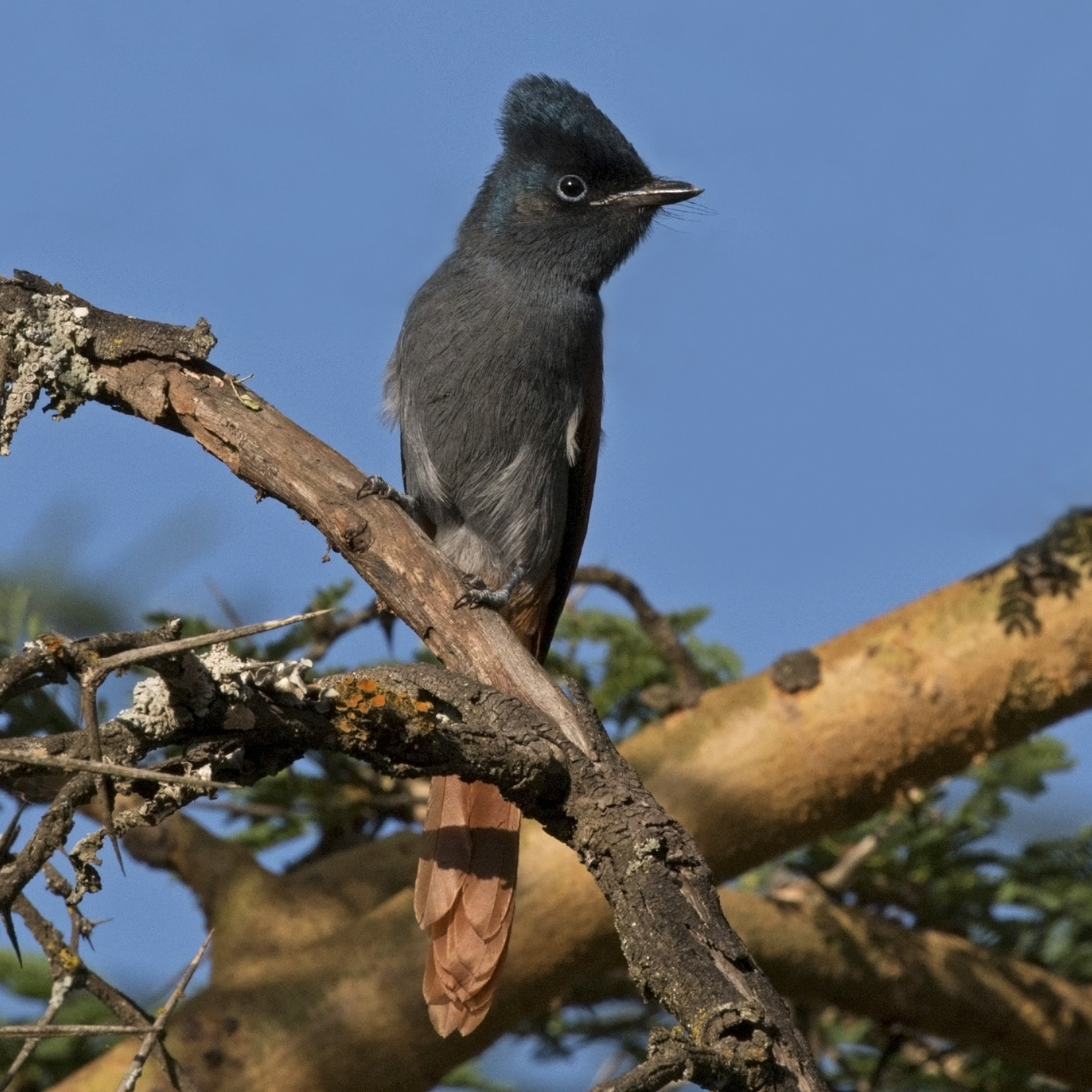
fêmea morfo ruivo, Quênia
- canto da espécie, gravada em Cuazulo-Natal, África do Sul

## Distribuição e habitat
O papa-moscas do paraíso africano é encontrado na maior parte da África ao sul do deserto do Saara e também na Península Arábica. Seu habitat típico é a floresta de savana, pastagem aberta com árvores isoladas, plantações, mata aberta e cerrado.

## Comportamento
O papa-moscas do paraíso africano é um pássaro barulhento com um chamado de repreensão áspero. Tem pernas curtas e senta-se muito ereto enquanto empoleirado de forma proeminente, como um picanço. É insetívoro, muitas vezes caça pegando moscas nas asas e comendo ovos, larvas e adultos. Também se alimenta de aranhas e às vezes consome bagas. O ninho em forma de xícara é construído em uma árvore e uma ninhada de dois ou três ovos é colocada.